# Primera Aliyá
La primera Aliyá fue la primera ola de inmigración judía a la Siria otomana entre 1881 y 1903. Los judíos que emigraron en esta oleada procedían en su mayoría de Europa del Este y de Yemen, impulsados por los pogromos y la violencia contra las comunidades judías de esas zonas. Se calcula que emigraron aproximadamente entre 25.000 y 30.000 judíos. Muchos de los inmigrantes judíos europeos de finales del siglo XIX y principios del XX desistieron a los pocos meses y regresaron a su país de origen, a menudo padeciendo hambre y enfermedades.
Dado que a mediados del siglo XIX se produjo una oleada de inmigración a la Siria otomana (entre 1840 y 1880, la población judía aumentó de 9.000 a 23.000), el uso del término «Primera Aliyá» es controvertido. Casi todos los judíos procedentes de Europa del Este antes de esa época procedían de familias judías tradicionales que no se inspiraban en la ideología sionista moderna, sino más bien en ideas tradicionales sobre la santidad de la tierra combinadas con consideraciones prácticas/económicas. La primera Aliyá representa el comienzo del sionismo organizado en lo que denominan Tierra de Israel, que es en lo que se diferencia de la inmigración anterior.